# Wieprzec (Petite-Pologne)
Pour les articles homonymes, voir Wieprzec.
Wieprzec est une localité polonaise de la gmina de Maków Podhalański, située dans le powiat de Sucha en voïvodie de Petite-Pologne.